# Circuitos Continentales UCI
Los Circuitos Continentales UCI (en inglés: Elite and under 23 men's Continental Clasifications; o simplemente también llamado: Circuito Continental) son competiciones masculinas profesionales de ciclismo en ruta agrupadas en calendarios por continente. Fueron creados en 2005, y corresponde a la tercera división del circuito internacional de ciclismo bajo los auspicios de la Unión Ciclista Internacional (UCI).
Los cinco circuitos (representando cada uno de ellos a Europa, África, Oceanía, Asia y América) son inferiores al UCI WorldTour (anteriormente UCI World Ranking y UCI ProTour), máxima división del ciclismo en ruta, y también inferior a la segunda división UCI ProSeries y superiores a la Copa de las Naciones UCI creada en el año 2007. Tanto dicha máxima categoría como estos Circuitos Continentales UCI se componen de carreras en las que varios equipos ciclistas compiten de manera regular. Los Circuitos Continentales fueron creados por la UCI para extender las carreras ciclistas más allá de Europa, donde el ciclismo es más conocido, ya que tienen lugar las tres Grandes Vueltas (Giro de Italia, Tour de Francia y Vuelta a España) además de tener la sede la mayoría de equipos del UCI WorldTeam.

## Normativa
La creación de este circuito provocó que algunas carreras importantes de categoría amateur ascendiesen a la categoría .2 de estos circuitos, al igual que otras carreras profesionales en las que podían participar ciclistas amateurs que estaban dispersas en las categorías .3, .4, y .5. A pesar de ello también hubo otras carreras profesionales de menor nivel que decidieron recalificarse como carreras nacionales, categoría.NE (National Event), o critériums, para poder tener libertad a la hora de poder invitar al número de corredores que quisiesen sin tener en cuenta qué categoría eran aunque para ello debían renunciar a adoptar normativas internacionales (número de corredores y kilómetros limitado, contratos y seguros privados con esa carrera al margen de la UCI, no puntuable para las clasificaciones UCI ni para el cómputo oficial de victorias del corredor...) y sin la posibilidad de que pudiesen correr equipos profesionales extranjeros (los corredores van a modo individual). Al quedarse la categoría .2 con una consideración de semi-profesional, incluso en muchas de ellas sin correr equipos profesionales, a pesar de puntuar para los Circuitos Continentales UCI se las suelen obviar al mencionar las carreras profesionales.
Al haber rankings continentales también se produjo la creación de nuevos equipos profesionales, sobre todo fuera de Europa, cuyo objetivo principal es liderar dicho ranking de su continente. Para ello se renombraron las categorías en la que el mayor cambio se produjo en la tercera, renombrada por la Continental, que depende de los países donde está registrado el equipo con lo que ese país impone los requisitos económicos, normalmente siendo mínimos en aquellos con poca tradición ciclista por ello teniendo consideración de no profesionales. Así el equipo puede salir casi sin ninguna dificultad, siempre que la mayoría de corredores sean del país donde este esté registrado. Ya que, antes de esa fecha, esos equipos de tercera apenas tenían una motivación deportiva debido a que esa división no tenía ningún prestigio y no podían subir a segunda por su limitado presupuesto.

### Equipos
Tras una reforma al calendario internacional del ciclismo de carretera, la Unión Ciclista Internacional configuró el calendario en las siguientes tres divisiones: UCI WorldTour (máxima categoría a nivel mundial), UCI ProSeries (segunda categoría) y Circuitos Continentales UCI (última categoría). Dentro de los Circuitos Continentales UCI se encuadran dos grandes categorías de equipos que pueden participar y aspiran a obtener puntuación: los equipos UCI ProTeam (anteriormente llamados Profesionales Continentales), que si cumplen unos requisitos pueden participar en las carreras de las tres divisiones del ciclismo internacional de ruta: UCI WorldTour, UCI ProSeries, Circuitos Continentales UCI; y los equipos Continentales que pueden participar en carreras de la segunda división UCI ProSeries y en la tercera Circuitos Continentales UCI, así como también en las que tomen parte ciclistas amateurs, es decir, carreras categoría *.2. Los equipos UCI WorldTeam de la máxima categoría UCI WorldTour también pueden participar en las carreras de los Circuitos Continentales UCI.

### Temporadas (hasta 2014)
Cada edición no se dividía por años sino por temporadas siendo cada una del 1 de octubre (15 de octubre para el UCI Europe Tour) hasta el 30 de septiembre (14 de octubre para el UCI Europe Tour) del siguiente año por ello se indicaban dos años en las clasificaciones, aunque el principal fuese el segundo.
Sin embargo, a partir de 2015 los circuitos se empezaron a dividir por año natural. Por lo que la temporada 2013-2014 fue de 1 año y 3 meses para que la de 2015 comenzase en enero, coincidiendo, en alguno de los circuitos, dos mismas pruebas de diferentes ediciones en esa temporada 2013-2014. Esto fue debido a que la UCI decidió unificar el arranque y conclusión de estos circuitos con el del UCI WorldTour con el fin de aplicar un criterio estándar de clasificación para los Juegos Olímpicos de Río de Janeiro 2016.

### Puntuaciones
Las puntuaciones no se acumulan entre los rankings, esto quiere decir que un corredor y equipo puede estar en varios rankings pero su puntuación no se acumula entre ellos, excepto las clasificaciones por países y una especial llamada "PCT Biological passport" (que solo estuvo en el 2009) que acumulan los puntos de todos los rankings en un único ranking. Esto se debe a que los países de la clasificación por países solo aparecen en el ranking de su continente y a que el "PCT Biological passport", a pesar de no ser una clasificación de los Circuitos Continentales propiamente dicha sino de equipos Profesionales Continentales adheridos al pasaporte biológico, se basaba en la puntuación de estos circuitos para su ranking único. La clasificación "PCT Biological passport" la UCI si la indicaba como del año natural porque se tenía en cuenta los puntos a lo largo de ese año (el segundo indicado en cada temporada) entre otras cosas porque los primeros meses del año se utiliza para pagar el pasaporte biológico y así anunciar quien tiene derecho a esa clasificación.
El líder de la clasificación de cada uno de los circuitos suele llevar un maillot blanco que le identifica, siempre y cuando esté disputando una carrera de ese "Tour".
Al igual que en los ranking de la máxima categoría estos rankings también sirven para dilucidar el número de corredores por país que le corresponde en el Mundial de Ciclismo, por lo que si un país no está entre los 10 primeros de esa "primera división" hay que recurrir a estos rankings. Además también sirven, en parte, para dilucidar el número de corredores en el Mundial de Ciclismo sub-23.

### Carreras
Para inscribirse en el calendario internacional de los Circuitos Continentales UCI, una carrera debe garantizar la participación de al menos 10 equipos, entre los cuales 5 equipos extranjeros. Un equipo mixto se considera un equipo extranjero si la mayoría de sus corredores son de nacionalidad extranjera. Desde el año 2020 se realizó una reforma al calendario internacional del ciclismo de carretera integrándose en las siguientes tres divisiones: UCI WorldTour (máxima categoría a nivel mundial), UCI ProSeries (segunda categoría) y Circuitos Continentales UCI (última categoría).
La nueva división UCI ProSeries sustituye las clases 1.HC (carrera de un día), las 2.HC (carrera de varios días), y las clases *.1 (carrera de uno o varios días). Ahora se componen de 1.Pro (carrera de un día) y 2.Pro (carrera por etapas).
Este calendario internacional de carreras se encuadra por categorías (a mayor categoría mayor número de equipos de mayor categoría pueden participar). Estos son los criterios de invitación a partir de la temporada 2021:
| Categoría                        | Carreras de | Carreras de                                                 | Tipo de equipos que pueden participar |
| Categoría                        | un día (1.) | varios días (2.) (con puntos para el ganador de cada etapa) | (UCI Europe Tour) |
| -------------------------------- | ----------- | ----------------------------------------------------------- | --- |
| .Pro                             | 1.Pro       | 2.Pro                                                       | UCI WorldTeam (max. 70%), UCI ProTeam, Continentales del país de la carrera, Continentales extranjeros (máx 2 equipos), y selección nacional del país de la carrera. |
| .1                               | 1.1         | 2.1                                                         | UCI WorldTeam (max. 50%), UCI ProTeam, Continentales y selecciones nacionales.                                                                                       |
| .2                               | 1.2         | 2.2                                                         | UCI ProTeam del país de la carrera, UCI ProTeam extranjeros (max 2 equipos), Continentales, selecciones nacionales, equipos regionales y amateurs.                   |
| .Ncup (Copa de las Naciones UCI) | 1.Ncup      | 2.Ncup                                                      | Selecciones nacionales, selecciones mixtas, y equipos regionales y amateurs (max. 16%).                                                                              |

| Categoría                        | Carreras de | Carreras de                                                 | Tipo de equipos que pueden participar                                                   |
| Categoría                        | un día (1.) | varios días (2.) (con puntos para el ganador de cada etapa) | (UCI Africa Tour, UCI America Tour, UCI Asia Tour y UCI Oceania Tour)                   |
| -------------------------------- | ----------- | ----------------------------------------------------------- | --------------------------------------------------------------------------------------- |
| .Pro                             | 1.Pro       | 2.Pro                                                       | UCI WorldTeam (max. 65%), UCI ProTeam, Continentales y selecciones nacionales.          |
| .1                               | 1.1         | 2.1                                                         | UCI WorldTeam (max. 50%), UCI ProTeam, Continentales y selecciones nacionales.          |
| .2                               | 1.2         | 2.2                                                         | UCI ProTeam, Continentales, selecciones nacionales, equipos regionales y amateurs.      |
| .Ncup (Copa de las Naciones UCI) | 1.Ncup      | 2.Ncup                                                      | Selecciones nacionales, selecciones mixtas, y equipos regionales y amateurs (max. 16%). |

1. ↑  Las carreras que tienen el indicativo "U" después de los números categoría significan que son carreras limitadas a corredores sub-23 (ese indicativo solo se da en algunas carreras .2; las.Ncup son de facto sub-23 y estas también puntúan para otra competición por países llamada Copa de las Naciones UCI de ahí su denominación)
2. ↑  Las carreras que tienen el indicativo "U" después de los números categoría significan que son carreras limitadas a corredores sub-23 (ese indicativo solo se da en algunas carreras.2; las.Ncup son de facto sub-23 y estas también puntúan para otra competición por países llamada Copa de las Naciones UCI de ahí su denominación)

Otras carreras de un día (si son carreras contrarreloj dan menos puntos):
- Campeonatos Continentales (CC) (según el potencial ciclista del continente se adjudicaban más o menos puntos, a partir de 2014 igual para todos; si el Campeonato Continental es sub-23 da menos puntos).

Además, también hay otras carreras "especiales" de un día que no se encuentran en los calendarios de ningún circuito continental ni se rigen por sus normas ni categorías pero si dan puntos (también si son carreras contrarreloj dan menos puntos). En una de estas la puntuación fue directamente al circuito del país del corredor independientemente de donde se dispute la carrera hasta el año 2012 (las JO), desde el año 2016 la puntuación de las JO si va al "Tour" del continente (como las CM) y por último se encuentran las que están limitadas a corredores del país (las CN). Esas carreras son:
- Competiciones mundiales: Campeonatos Olímpicos (JO) y Campeonatos del Mundo (CM) (si el Campeonato del Mundo es sub-23 da menos puntos).
- Campeonatos nacionales (CN) (según el potencial ciclista del país se adjudicaban más o menos puntos, a partir de 2014 igual para todos; los campeonatos nacionales sub-23 no dan puntos).

Por último, los "Juegos Continentales" (JR) como lo son los Juegos Asiáticos, Juegos Europeos, Juegos Panafricanos y Juegos Panamericanos entre otros se decide que consideración tienen por parte del "Comité Directivo" siendo habitualmente de categoría 1.2 solo para la prueba en ruta de algunos de ellos aunque las demás pruebas también aparezcan en el listado de resultados profesionales internacionales de la Unión Ciclista Internacional.

## UCI Africa Tour

### Palmarés
Los siguientes ciclistas han conseguido el mayor número de puntos y son considerados ganadores del UCI Africa Tour.
| Palmarés UCI Africa Tour | Palmarés UCI Africa Tour                          | Palmarés UCI Africa Tour             | Palmarés UCI Africa Tour | Palmarés UCI Africa Tour  |
| Edición                  | Ganador individual (equipo del ganador)           | Ganador por equipos                  | Ganador por países       | Ganador por países sub-23 |
| ------------------------ | ------------------------------------------------- | ------------------------------------ | ------------------------ | ------------------------- |
| 2005                     | Tiaan Kannemeyer ( Team Barloworld-Valsir)        | Barloworld-Valsir                    | Sudáfrica                | (no entregado)            |
| 2005-2006                | Rabaki Jeremie Ouedraogo (sin equipo profesional) | CAPEC                                | Sudáfrica                | (no entregado)            |
| 2006-2007                | Hassen Ben Nasr (sin equipo profesional)          | Barloworld                           | Sudáfrica                | Sudáfrica                 |
| 2007-2008                | Nicholas White ( MTN)                             | MTN                                  | Sudáfrica                | Sudáfrica                 |
| 2008-2009                | Dan Craven ( Rapha-Condor)                        | Barloworld-Bianchi                   | Sudáfrica                | Sudáfrica                 |
| 2009-2010                | Martinien Tega (sin equipo profesional)           | MTN Energade                         | Marruecos                | Eritrea                   |
| 2010-2011                | Adil Jelloul (sin equipo profesional)             | Groupement Sportif Pétrolier Algérie | Marruecos                | Sudáfrica                 |
| 2011-2012                | Tarik Chaoufi (sin equipo profesional)            | MTN Qhubeka                          | Marruecos                | Eritrea                   |
| 2012-2013                | Adil Jelloul (sin equipo profesional)             | MTN Qhubeka                          | Marruecos                | Eritrea                   |
| 2013-2014                | Mekseb Debesay (sin equipo profesional)           | MTN Qhubeka                          | Marruecos                | Eritrea                   |
| 2015                     | Salaheddine Mraouni (sin equipo profesional)      | Sky Dive Dubai                       | Marruecos                | Marruecos                 |
| 2016                     | Tesfom Okubamariam ( Sharjah Team)                | Al Nasr-Dubai                        | Eritrea                  | Eritrea                   |
| 2017                     | Willie Smit (sin equipo profesional)              | Bike Aid                             | Eritrea                  | Eritrea                   |
| 2018                     | Joseph Areruya ( Delko Marseille Provence KTM)    | Sovac-Natura4Ever                    | Eritrea                  | Ruanda                    |
| 2019                     | Daryl Impey ( Mitchelton-Scott)                   | ProTouch                             | Sudáfrica                | Eritrea                   |
| 2020                     | Daryl Impey ( Mitchelton-Scott)                   | ProTouch                             | Sudáfrica                | Eritrea                   |
| 2021                     | Biniam Girmay Intermarché-Wanty-Gobert Matériaux  | ProTouch                             | Sudáfrica                | Eritrea                   |
| 2022                     | Biniam Girmay Intermarché-Wanty-Gobert Matériaux  | ProTouch                             | Sudáfrica                | Eritrea                   |
| 2023                     | Henok Mulubrhan Bardiani CSF-Faizanè              | Sidi Ali-Unlock                      | Eritrea                  | Ruanda                    |
| 2024                     | Biniam Girmay Henok Muleuberhan Alexandre Mayer   | Madar Pro Cycling Team               | Eritrea                  | Sudáfrica                 |
| 2025                     |                                                   |                                      |                          |                           |

## UCI America Tour

### Palmarés
Los siguientes ciclistas han conseguido el mayor número de puntos y son considerados campeones del UCI America Tour.
| Palmarés UCI America Tour | Palmarés UCI America Tour                              | Palmarés UCI America Tour                       | Palmarés UCI America Tour | Palmarés UCI America Tour |
| Edición                   | Ganador individual (equipo del ganador)                | Ganador por equipos                             | Ganador por países        | Ganador por países sub-23 |
| ------------------------- | ------------------------------------------------------ | ----------------------------------------------- | ------------------------- | ------------------------- |
| 2005                      | Edgardo Simón ( Selle Italia-Serramenti Diquigiovanni) | Health Net presented by Maxxis                  | Brasil ·                  | (no entregado)            |
| 2005-2006                 | José Serpa ( Selle Italia-Serramenti Diquigiovanni)    | Selle Italia-Serramenti Diquigiovanni           | Colombia ·                | (no entregado)            |
| 2006-2007                 | Svein Tuft ( Symmetrics Cycling Team)                  | Symmetrics                                      | Colombia ·                | Brasil ·                  |
| 2007-2008                 | Manuel Medina (sin equipo profesional)                 | Garmin-Chipotle presented by H3O                | Estados Unidos            | Estados Unidos            |
| 2008-2009                 | Gregorio Ladino ( Tecos de Guadalajara)                | Serramenti PVC Diquigiovanni-Androni Giocattoli | Colombia ·                | Colombia ·                |
| 2009-2010                 | Gregorio Ladino (sin equipo profesional)               | Funvic-Pindamonhangaba                          | Colombia ·                | Venezuela ·               |
| 2010-2011                 | Miguel Ubeto (sin equipo profesional)                  | EPM-UNE                                         | Colombia ·                | Venezuela ·               |
| 2011-2012                 | Rory Sutherland ( UnitedHealthcare)                    | Real                                            | Colombia ·                | Colombia ·                |
| 2012-2013                 | Janier Acevedo ( Jamis-Hagens Berman)                  | UnitedHealthcare                                | Colombia ·                | Colombia ·                |
| 2013-2014                 | Juan Carlos Rojas (sin equipo profesional)             | SmartStop                                       | Estados Unidos            | Colombia ·                |
| 2015                      | Toms Skujiņš ( Hincapie Racing)                        | Optum-Kelly Benefit Strategies                  | Colombia ·                | Colombia ·                |
| 2016                      | Greg Van Avermaet ( BMC Rancing)                       | Holowesko Citadel                               | Colombia                  | Colombia                  |
| 2017                      | Serghei Țvetcov ( Jelly Belly presented by Maxxis)     | Rally                                           | Colombia                  | Colombia                  |
| 2018                      | Gavin Mannion ( UnitedHealthcare)                      | UnitedHealthcare                                | Colombia                  | Colombia                  |
| 2019                      | Egan Bernal ( INEOS)                                   | Medellín                                        | Colombia                  | Colombia                  |
| 2020                      | Richard Carapaz ( INEOS)                               | Medellín                                        | Colombia                  | Estados Unidos            |
| 2021                      | Egan Bernal ( INEOS)                                   | Rally Cycling                                   | Colombia                  | Estados Unidos            |
| 2022                      | Sergio Higuita ( Bora-Hansgrohe)                       | Human Powered Health                            | Colombia                  | Estados Unidos            |
| 2023                      | Sepp Kuss ( Jumbo-Visma)                               | Human Powered Health                            | Estados Unidos            | Estados Unidos            |
| 2024                      | Matteo Jorgenson ( Team Visma-Lease a Bike)            | Lidl-Trek                                       | Estados Unidos            | Estados Unidos            |
| 2025                      |                                                        |                                                 |                           |                           |

## UCI Asia Tour

### Palmarés
Los siguientes ciclistas han conseguido el mayor número de puntos y son considerados campeones del UCI Asia Tour.
| Palmarés UCI Asia Tour | Palmarés UCI Asia Tour                      | Palmarés UCI Asia Tour | Palmarés UCI Asia Tour | Palmarés UCI Asia Tour    |
| Edición                | Ganador individual (equipo del ganador)     | Ganador por equipos    | Ganador por países     | Ganador por países sub-23 |
| ---------------------- | ------------------------------------------- | ---------------------- | ---------------------- | ------------------------- |
| 2005                   | Andrey Mizourov ( CAPEC)                    | Giant Asia             | Kazajistán ·           | (no entregado)            |
| 2005-2006              | Ghader Mizbani ( Giant Asia)                | Giant Asia             | Irán                   | (no entregado)            |
| 2006-2007              | Hossein Askari ( Giant Asia)                | Giant Asia             | Irán                   | Corea del Sur             |
| 2007-2008              | Hossein Askari ( Tabriz Petrochemical)      | Tabriz Petrochemical   | Japón                  | Irán                      |
| 2008-2009              | Ghader Mizbani ( Tabriz Petrochemical)      | Tabriz Petrochemical   | Kazajistán ·           | Irán                      |
| 2009-2010              | Mahdi Sohrabi ( Tabriz Petrochemical)       | Tabriz Petrochemical   | Irán                   | Irán                      |
| 2010-2011              | Mahdi Sohrabi ( Tabriz Petrochemical)       | Tabriz Petrochemical   | Irán                   | Malasia                   |
| 2011-2012              | Hossein Alizadeh ( Tabriz Petrochemical)    | Terengganu             | Kazajistán ·           | Kazajistán ·              |
| 2012-2013              | Julián Arredondo ( Nippo-De Rosa)           | Tabriz Petrochemical   | Irán                   | Hong Kong                 |
| 2013-2014              | Mirsamad Pourseyedi ( Tabriz Petrochemical) | Tabriz Petrochemical   | Irán                   | Kazajistán ·              |
| 2015                   | Mirsamad Pourseyedi ( Tabriz Petrochemical) | Pishgaman-Giant Team   | Irán                   | Corea del Sur             |
| 2016                   | Mark Cavendish ( Dimension Data)            | Pishgaman Giant Team   | Irán                   | Corea del Sur             |
| 2017                   | Mauricio Ortega ( RTS-Monton Racing)        | Ukyo                   | Kazajistán             | Kazajistán                |
| 2018                   | Alexey Lutsenko ( Astana)                   | Kinan                  | Kazajistán             | Kazajistán                |
| 2019                   | Alexey Lutsenko ( Astana)                   | Terengganu             | Kazajistán             | Kazajistán                |
| 2020                   | Alexey Lutsenko ( Astana)                   | Sapura                 | Kazajistán             | Kazajistán                |
| 2021                   | Alexey Lutsenko ( Astana)                   | Terengganu             | Kazajistán             | Kazajistán                |
| 2022                   | Alexey Lutsenko ( Astana)                   | Terengganu             | Kazajistán             | Kazajistán                |
| 2023                   | Alexey Lutsenko ( Astana)                   | Terengganu             | Kazajistán             | Kazajistán                |
| 2024                   | Alexey Lutsenko ( Astana)                   | Terengganu             | Kazajistán             | Uzbekistán                |
| 2025                   |                                             |                        |                        |                           |

## UCI Europe Tour

### Palmarés
Los siguientes ciclistas han conseguido el mayor número de puntos y son considerados campeones del UCI Europe Tour.
| Palmarés UCI Europe Tour | Palmarés UCI Europe Tour                                          | Palmarés UCI Europe Tour     | Palmarés UCI Europe Tour | Palmarés UCI Europe Tour  |
| Edición                  | Ganador individual (equipo del ganador)                           | Ganador por equipos          | Ganador por países       | Ganador por países sub-23 |
| ------------------------ | ----------------------------------------------------------------- | ---------------------------- | ------------------------ | ------------------------- |
| 2005                     | Murilo Fischer ( Naturino-Sapore di Mare)                         | Ceramica Panaria-Navigare    | Italia ·                 | (no entregado)            |
| 2005-2006                | Nico Eeckhout ( Chocolade Jacques-Topsport Vlaanderen)            | Acqua & Sapone-Caffè Mokambo | Italia ·                 | (no entregado)            |
| 2006-2007                | Alessandro Bertolini ( Serramenti PVC Diquigiovanni-Selle Italia) | Rabobank                     | Italia ·                 | Rusia ·                   |
| 2007-2008                | Enrico Gasparotto ( Barloworld)                                   | Acqua & Sapone-Caffè Mokambo | Italia ·                 | Italia ·                  |
| 2008-2009                | Giovanni Visconti ( ISD)                                          | Agritubel                    | Italia ·                 | Bélgica ·                 |
| 2009-2010                | Giovanni Visconti ( ISD)                                          | Vacansoleil                  | Italia ·                 | Bélgica ·                 |
| 2010-2011                | Giovanni Visconti ( Farnese Vini-Neri Sottoli)                    | FDJ                          | Italia ·                 | Italia ·                  |
| 2011-2012                | John Degenkolb ( Argos-Shimano)                                   | Saur-Sojasun                 | Italia ·                 | Italia ·                  |
| 2012-2013                | Riccardo Zoidl ( Gourmetfein-Simplon)                             | Europcar                     | Francia                  | Países Bajos ·            |
| 2013-2014                | Tom Van Asbroeck ( Topsport Vlaanderen-Baloise)                   | Topsport Vlaanderen-Baloise  | Italia ·                 | Países Bajos ·            |
| 2015                     | Nacer Bouhanni ( Cofidis)                                         | Topsport Vlaanderen-Baloise  | Italia ·                 | Italia ·                  |
| 2016                     | Baptiste Planckaert ( Wallonie-Bruxelles)                         | Wanty-Groupe Gobert          | Bélgica                  | Italia                    |
| 2017                     | Nacer Bouhanni ( Cofidis)                                         | Wanty-Groupe Gobert          | Francia                  | Francia                   |
| 2018                     | Hugo Hofstetter ( Cofidis)                                        | Wanty-Groupe Gobert          | Bélgica                  | Países Bajos              |
| 2019                     | Primož Roglič ( Jumbo-Visma)                                      | Total Direct Énergie         | Bélgica                  | Bélgica                   |
| 2020                     | Primož Roglič ( Jumbo-Visma)                                      | Alpecin-Fenix                | Francia                  | Eslovenia                 |
| 2021                     | Tadej Pogačar ( UAE Team Emirates)                                | Alpecin-Fenix                | Bélgica                  | Bélgica                   |
| 2022                     | Tadej Pogačar ( UAE Team Emirates)                                | Alpecin-Fenix                | Bélgica                  | Bélgica                   |
| 2023                     | Tadej Pogačar ( UAE Team Emirates)                                | Lotto Dstny                  | Bélgica                  | Bélgica                   |
| 2024                     |                                                                   |                              |                          |                           |

## UCI Oceania Tour

### Palmarés
Los siguientes ciclistas han conseguido el mayor número de puntos y son considerados campeones del UCI Oceania Tour.
| Palmarés UCI Oceania Tour | Palmarés UCI Oceania Tour                                    | Palmarés UCI Oceania Tour                 | Palmarés UCI Oceania Tour | Palmarés UCI Oceania Tour |
| Edición                   | Ganador individual (equipo del ganador)                      | Ganador por equipos                       | Ganador por países        | Ganador por países sub-23 |
| ------------------------- | ------------------------------------------------------------ | ----------------------------------------- | ------------------------- | ------------------------- |
| 2005                      | Robert McLachlan ( MG XPower Presented by BigPond)           | MG XPower Presented by BigPond            | Australia                 | (no entregado)            |
| 2005-2006                 | Gordon McCauley ( Successfulliving.com presented by Parkpre) | Successfulliving.com presented by Parkpre | Australia                 | (no entregado)            |
| 2006-2007                 | Robert McLachlan ( Drapac Porsche Development Program)       | Drapac Porsche Development Program        | Australia                 | Australia                 |
| 2007-2008                 | Hayden Roulston (sin equipo profesional)                     | SouthAustralia.com-AIS                    | Australia                 | Australia                 |
| 2008-2009                 | Peter McDonald ( Drapac)                                     | Drapac                                    | Australia                 | Australia                 |
| 2009-2010                 | Michael Matthews ( Jayco-Skins)                              | Jayco-Skins                               | Australia                 | Australia                 |
| 2010-2011                 | Richard Lang ( Jayco-AIS)                                    | Jayco-AIS                                 | Australia                 | Australia                 |
| 2011-2012                 | Paul Odlin ( Subway)                                         | Jayco-AIS                                 | Australia                 | Australia                 |
| 2012-2013                 | Damien Howson (sin equipo profesional)                       | Huon Salmon-Genesys Wealth Advisers       | Australia                 | Australia                 |
| 2013-2014                 | Robert Power (sin equipo profesional)                        | Avanti                                    | Australia                 | Australia                 |
| 2015                      | Taylor Gunman ( Avanti)                                      | Avanti                                    | Nueva Zelanda             | Australia                 |
| 2016                      | Sean Lake ( Avanti IsoWhey Sports)                           | Avanti IsoWhey Sports                     | Australia                 | Australia                 |
| 2017                      | Lucas Hamilton ( Mitchelton Scott)                           | Mitchelton Scott                          | Australia                 | Australia                 |
| 2018                      | Chris Harper ( Bennelong SwissWellness)                      | Bennelong SwissWellness                   | Australia                 | Australia                 |
| 2019                      | Caleb Ewan ( Lotto Soudal)                                   | BridgeLane                                | Australia                 | Australia                 |
| 2020                      | Richie Porte Trek-Segafredo                                  | St George Continental                     | Australia                 | Australia                 |
| 2021                      | Richie Porte ( INEOS)                                        | Black Spoke                               | Australia                 | Nueva Zelanda             |
| 2022                      | Michael Matthews ( BikeExchange)                             | Black Spoke                               | Australia                 | Australia                 |
| 2023                      | Kaden Groves ( BikeExchange)                                 | Bolton Equities Black Spoke               | Australia                 | Nueva Zelanda             |
| 2024                      |                                                              |                                           |                           |                           |

## Equipos Continentales
Para ver todos los equipos de esta categoría véase: Equipos ciclistas Continentales por temporada
Estos equipos pertenecen a la última categoría del ciclismo profesional y dependen de los requisitos de los países donde estén registrados, así que pueden tener estructura profesional o amateur, debido a ello cada año hay más de 150 equipos en esta categoría con muchas diferencias entre unos y otros. Siendo habitualmente únicamente las federaciones de España, Portugal, Francia e Italia las que exigen una estructura completamente profesional por ello la escasez de equipos en esa categoría en esos países ya que para tener estructura profesional prefieren estar en la categoría Profesional Continental siempre que por presupuesto puedan llegar al mínimo de 16 corredores de esa categoría.
El requisito global más importante para todos ellos es que el número de corredores del país donde este esté registrado supere a la de otros países por mayoría simple. Además, para no favorecer las trampas en ese aspecto el número máximo de corredores está limitado, en principio a 16 y cumpliendo el requisito de que 4 estén entre los 150 mejores de otras disciplinas ciclistas (llamados especialistas) o que 2 sean "a prueba" a finales de temporada, pudiendo llegar a 20. Debido a los mínimos requisitos el máximo de equipos por país en esta categoría se sitúa en 15, aunque en la práctica como mucho no suelen superarse los 10, siendo Estados Unidos y Bélgica los que más se han acercado a dicho límite con hasta 14 equipos. Además, la edad media de sus ciclistas debe ser como máximo de 28 años. Dado el carácter nacional de estos equipos la federación del país donde este esté registrado puede imponer normas complementarias más estrictas.
Aunque no haya una norma escrita los equipos de esta categoría suelen basar su calendario en carreras de categoría .2, por ello, al igual que ocurre con dichas carreras, a pesar de puntuar para los Circuitos Continentales UCI se les suelen obviar al mencionar los equipos profesionales, teniendo una consideración de semi-profesionales. También pueden participar en carreras amateur de su país siempre que dicha federación del país lo permita (por ejemplo en España e Italia no pueden debido a la negativa de su federación).
Con el correr de las temporadas el número de equipos ha crecido sustancialmente. De 114 equipos en 2005 se llegó a 178 en 2015 siendo el continente europeo el que año a año registra más equipos (alrededor de 100). Mientras en Oceanía y África se registran menos de 10 equipos cada año, América se ha mantenido estable en torno a 20 o 25 equipos registrados. El gran salto lo ha dado Asia pasando de 13 equipos en 2005 a 40 en 2015, principalmente gracias a China y Japón que registran 10 equipos cada país.
Para 2020, nuevamente la UCI realiza una reforma a todo el calendario internacional del ciclismo de carretera, clasificando a todos los equipos con licencia de la misma manera que establece el calendario UCI, es decir, se dividen en tres categorías: UCI WorldTeam para los equipos que participan obligatoriamente en el calendario UCI WorldTour, UCI ProTeam (conocidos anteriormente como Profesionales Continentales) y Equipos Continentales. Los equipos de la segunda y tercera categoría pueden acceder a una invitación para la segunda división de carreras UCI ProSeries, sin embargo, los equipos UCI WorldTeam y UCI ProTeam, tienen cupo limitado para competir de acuerdo al año correspondiente establecido por la UCI. Por otro lado, los Equipos Continentales no tiene restricción en número de equipos para participar del calendario del Circuito Continental UCI. Finalmente,  la cantidad mínima de ciclistas que puede registrar un equipo Continental está limitado entre 10 y 20 corredores para una temporada, pero teniendo la posibilidad de contratar a corredores neoprofesionales y/o en formación.

## Baremo de puntuación
En 2016, tras la creación del UCI World Ranking que recuperaba el antiguo Ranking UCI, hubo una completa reestructuración en los baremos de puntuación. Se estableció un único ranking calculado a nivel internacional llamado UCI World Ranking (el UCI WorldTour Ranking desapareció). Esta nueva clasificación tiene en cuenta todas las carreras del calendario UCI internacional y se dividirá en tres partes: individual, por equipos y por naciones. Esta clasificación tendrá en cuenta los resultados, ponderados en función de su importancia, de todas las competiciones profesionales del ciclismo de carretera.

### Puntos a las clasificaciones finales
| Clasificaciones finales en Campeonatos del Mundo y Juegos Olímpicos | Clasificaciones finales en Campeonatos del Mundo y Juegos Olímpicos | Clasificaciones finales en Campeonatos del Mundo y Juegos Olímpicos | Clasificaciones finales en Campeonatos del Mundo y Juegos Olímpicos | Clasificaciones finales en Campeonatos del Mundo y Juegos Olímpicos |
| ------------------------------------------------------------------- | ------------------------------------------------------------------- | ------------------------------------------------------------------- | ------------------------------------------------------------------- | ------------------------------------------------------------------- |
|                                                                     | Campeonato Mundial y Juegos Olímpicos                               | Campeonato Mundial y Juegos Olímpicos                               | Campeonato Mundial                                                  | Campeonato Mundial                                                  |
| Pos.                                                                | Ruta Elite                                                          | Contrarreloj Elite                                                  | Ruta sub-23                                                         | contrarreloj Sub-23                                                 |
| 1º                                                                  | 600                                                                 | 350                                                                 | 200                                                                 | 125                                                                 |
| 2º                                                                  | 475                                                                 | 250                                                                 | 150                                                                 | 85                                                                  |
| 3º                                                                  | 400                                                                 | 200                                                                 | 125                                                                 | 70                                                                  |
| 4º                                                                  | 325                                                                 | 150                                                                 | 100                                                                 | 60                                                                  |
| 5º                                                                  | 275                                                                 | 125                                                                 | 85                                                                  | 50                                                                  |
| 6º                                                                  | 225                                                                 | 100                                                                 | 70                                                                  | 40                                                                  |
| 7º                                                                  | 175                                                                 | 85                                                                  | 60                                                                  | 35                                                                  |
| 8º                                                                  | 150                                                                 | 70                                                                  | 50                                                                  | 30                                                                  |
| 9º                                                                  | 125                                                                 | 60                                                                  | 40                                                                  | 25                                                                  |
| 10º                                                                 | 100                                                                 | 50                                                                  | 35                                                                  | 20                                                                  |
| 11º                                                                 | 85                                                                  | 40                                                                  | 30                                                                  | 15                                                                  |
| 12º                                                                 | 70                                                                  | 30                                                                  | 25                                                                  | 10                                                                  |
| 13º                                                                 | 60                                                                  | 25                                                                  | 20                                                                  | 5                                                                   |
| 14º                                                                 | 50                                                                  | 20                                                                  | 15                                                                  | 5                                                                   |
| 15º                                                                 | 40                                                                  | 15                                                                  | 10                                                                  | 5                                                                   |
| 16º                                                                 | 35                                                                  | 10                                                                  | 5                                                                   | 3                                                                   |
| 17º                                                                 | 30                                                                  | 5                                                                   | 5                                                                   | 3                                                                   |
| 18º                                                                 | 30                                                                  | 5                                                                   | 5                                                                   | 3                                                                   |
| 19º                                                                 | 30                                                                  | 5                                                                   | 5                                                                   | 3                                                                   |
| 20º                                                                 | 30                                                                  | 5                                                                   | 5                                                                   | 3                                                                   |
| 21º                                                                 | 30                                                                  |                                                                     | 5                                                                   |                                                                     |
| 22º                                                                 | 20                                                                  |                                                                     | 5                                                                   |                                                                     |
| 23º                                                                 | 20                                                                  |                                                                     | 5                                                                   |                                                                     |
| 24º                                                                 | 20                                                                  |                                                                     | 5                                                                   |                                                                     |
| 25º                                                                 | 20                                                                  |                                                                     | 5                                                                   |                                                                     |
| 26º                                                                 | 20                                                                  |                                                                     | 5                                                                   |                                                                     |
| 27º                                                                 | 20                                                                  |                                                                     | 5                                                                   |                                                                     |
| 28º                                                                 | 20                                                                  |                                                                     | 5                                                                   |                                                                     |
| 29º                                                                 | 20                                                                  |                                                                     | 5                                                                   |                                                                     |
| 30º                                                                 | 20                                                                  |                                                                     | 5                                                                   |                                                                     |
| 31º                                                                 | 20                                                                  |                                                                     | 3                                                                   |                                                                     |
| 32º                                                                 | 10                                                                  |                                                                     | 3                                                                   |                                                                     |
| 33º                                                                 | 10                                                                  |                                                                     | 3                                                                   |                                                                     |
| 34º                                                                 | 10                                                                  |                                                                     | 3                                                                   |                                                                     |
| 35º                                                                 | 10                                                                  |                                                                     | 3                                                                   |                                                                     |
| 36º                                                                 | 10                                                                  |                                                                     | 3                                                                   |                                                                     |
| 37º                                                                 | 10                                                                  |                                                                     | 3                                                                   |                                                                     |
| 38º                                                                 | 10                                                                  |                                                                     | 3                                                                   |                                                                     |
| 39º                                                                 | 10                                                                  |                                                                     | 3                                                                   |                                                                     |
| 40º                                                                 | 10                                                                  |                                                                     | 3                                                                   |                                                                     |
| 41º                                                                 | 10                                                                  |                                                                     |                                                                     |                                                                     |
| 42º                                                                 | 10                                                                  |                                                                     |                                                                     |                                                                     |
| 43º                                                                 | 10                                                                  |                                                                     |                                                                     |                                                                     |
| 44º                                                                 | 10                                                                  |                                                                     |                                                                     |                                                                     |
| 45º                                                                 | 10                                                                  |                                                                     |                                                                     |                                                                     |
| 46º                                                                 | 10                                                                  |                                                                     |                                                                     |                                                                     |
| 47º                                                                 | 10                                                                  |                                                                     |                                                                     |                                                                     |
| 48º                                                                 | 10                                                                  |                                                                     |                                                                     |                                                                     |
| 49º                                                                 | 10                                                                  |                                                                     |                                                                     |                                                                     |
| 50º                                                                 | 10                                                                  |                                                                     |                                                                     |                                                                     |
| 51º                                                                 | 5                                                                   |                                                                     |                                                                     |                                                                     |
| 52º                                                                 | 5                                                                   |                                                                     |                                                                     |                                                                     |
| 53º                                                                 | 5                                                                   |                                                                     |                                                                     |                                                                     |
| 54º                                                                 | 5                                                                   |                                                                     |                                                                     |                                                                     |
| 55º                                                                 | 5                                                                   |                                                                     |                                                                     |                                                                     |
| 56º                                                                 | 3                                                                   |                                                                     |                                                                     |                                                                     |
| 57º                                                                 | 3                                                                   |                                                                     |                                                                     |                                                                     |
| 58º                                                                 | 3                                                                   |                                                                     |                                                                     |                                                                     |
| 59º                                                                 | 3                                                                   |                                                                     |                                                                     |                                                                     |
| 60º                                                                 | 3                                                                   |                                                                     |                                                                     |                                                                     |

| Clasificaciones finales Circuitos Continentales | Clasificaciones finales Circuitos Continentales | Clasificaciones finales Circuitos Continentales | Clasificaciones finales Circuitos Continentales | Clasificaciones finales Circuitos Continentales | Clasificaciones finales Circuitos Continentales | Clasificaciones finales Circuitos Continentales |
| Pos.                                            | UCI ProSeries                                   | 1.1 2.1                                         | 1.2 2.2                                         | 1.2U 2.2U                                       | Ncup                                            | Ncup Tour de l'Avenir                           |
| ----------------------------------------------- | ----------------------------------------------- | ----------------------------------------------- | ----------------------------------------------- | ----------------------------------------------- | ----------------------------------------------- | ----------------------------------------------- |
| 1º                                              | 200                                             | 125                                             | 40                                              | 30                                              | 70                                              | 140                                             |
| 2º                                              | 150                                             | 85                                              | 30                                              | 25                                              | 55                                              | 110                                             |
| 3º                                              | 125                                             | 70                                              | 25                                              | 20                                              | 40                                              | 80                                              |
| 4º                                              | 100                                             | 60                                              | 20                                              | 15                                              | 30                                              | 60                                              |
| 5º                                              | 85                                              | 50                                              | 15                                              | 10                                              | 25                                              | 50                                              |
| 6º                                              | 70                                              | 40                                              | 10                                              | 5                                               | 20                                              | 40                                              |
| 7º                                              | 60                                              | 35                                              | 5                                               | 3                                               | 15                                              | 30                                              |
| 8º                                              | 50                                              | 30                                              | 3                                               | 1                                               | 10                                              | 20                                              |
| 9º                                              | 40                                              | 25                                              | 3                                               | 1                                               | 5                                               | 10                                              |
| 10º                                             | 35                                              | 20                                              | 3                                               | 1                                               | 3                                               | 6                                               |
| 11º                                             | 30                                              | 15                                              |                                                 |                                                 |                                                 | 3                                               |
| 12º                                             | 25                                              | 10                                              |                                                 |                                                 |                                                 | 3                                               |
| 13º                                             | 20                                              | 5                                               |                                                 |                                                 |                                                 | 3                                               |
| 14º                                             | 15                                              | 5                                               |                                                 |                                                 |                                                 | 3                                               |
| 15º                                             | 10                                              | 5                                               |                                                 |                                                 |                                                 | 3                                               |
| 16º                                             | 5                                               | 3                                               |                                                 |                                                 |                                                 | 1                                               |
| 17º                                             | 5                                               | 3                                               |                                                 |                                                 |                                                 | 1                                               |
| 18º                                             | 5                                               | 3                                               |                                                 |                                                 |                                                 | 1                                               |
| 19º                                             | 5                                               | 3                                               |                                                 |                                                 |                                                 | 1                                               |
| 20º                                             | 5                                               | 3                                               |                                                 |                                                 |                                                 | 1                                               |
| 21º                                             | 5                                               | 3                                               |                                                 |                                                 |                                                 |                                                 |
| 22º                                             | 5                                               | 3                                               |                                                 |                                                 |                                                 |                                                 |
| 23º                                             | 5                                               | 3                                               |                                                 |                                                 |                                                 |                                                 |
| 24º                                             | 5                                               | 3                                               |                                                 |                                                 |                                                 |                                                 |
| 25º                                             | 5                                               | 3                                               |                                                 |                                                 |                                                 |                                                 |
| 26º                                             | 5                                               |                                                 |                                                 |                                                 |                                                 |                                                 |
| 27º                                             | 5                                               |                                                 |                                                 |                                                 |                                                 |                                                 |
| 28º                                             | 5                                               |                                                 |                                                 |                                                 |                                                 |                                                 |
| 29º                                             | 5                                               |                                                 |                                                 |                                                 |                                                 |                                                 |
| 30º                                             | 5                                               |                                                 |                                                 |                                                 |                                                 |                                                 |
| 31º                                             | 3                                               |                                                 |                                                 |                                                 |                                                 |                                                 |
| 32º                                             | 3                                               |                                                 |                                                 |                                                 |                                                 |                                                 |
| 33º                                             | 3                                               |                                                 |                                                 |                                                 |                                                 |                                                 |
| 34º                                             | 3                                               |                                                 |                                                 |                                                 |                                                 |                                                 |
| 35º                                             | 3                                               |                                                 |                                                 |                                                 |                                                 |                                                 |
| 36º                                             | 3                                               |                                                 |                                                 |                                                 |                                                 |                                                 |
| 37º                                             | 3                                               |                                                 |                                                 |                                                 |                                                 |                                                 |
| 38º                                             | 3                                               |                                                 |                                                 |                                                 |                                                 |                                                 |
| 39º                                             | 3                                               |                                                 |                                                 |                                                 |                                                 |                                                 |
| 40º                                             | 3                                               |                                                 |                                                 |                                                 |                                                 |                                                 |

### Puntos por etapa
En las carreras de varias etapas, se otorgan puntos a los 3 primeros (excepto las carreras sub-23 que no pertenecen a la Copa de las Naciones) en cada una de ellas. Se otorga también el mismo puntaje a los prólogos y media etapa.
| Pos. | UCI ProSeries | 2.1 | 2.2 | 2.2U | 2.Ncup | Ncup Tour de l'Avenir |
| ---- | ------------- | --- | --- | ---- | ------ | --------------------- |
| 1º   | 20            | 14  | 7   | 5    | 12     | 15                    |
| 2º   | 10            | 5   | 3   | 1    | 8      | 9                     |
| 3º   | 5             | 3   | 1   |      | 4      | 5                     |

### Puntos al líder
En cada etapa se otorgan puntos al líder de la clasificación general.
| Pos. | UCI ProSeries | 2.1 | 2.2 | 2.2U | 2.Ncup | Ncup Tour de l'Avenir |
| ---- | ------------- | --- | --- | ---- | ------ | --------------------- |
| 1º   | 5             | 3   | 1   | 1    | 1      | 2                     |

### Campeonatos continentales, nacionales y juegos continentales
Las carreras en ruta y contrarreloj de campeonatos continentales, tanto elite como sub-23 puntúan para las clasificaciones. Los Juegos continentales también pueden puntuar, pero es la UCI quién determina anualmente cual Juego continental recibe puntos.
Los Campeonatos nacionales de ruta y contrarreloj están divididos en dos categorías. Los Campeonatos "A" corresponden a todos los países que hayan logrado clasificar al menos a un ciclista para la carrera en ruta del campeonato del mundo anterior. Los Campeonatos nacionales "B", corresponden a aquellos países que no entraron en la categoría A.
|      | Campeonatos nacionales | Campeonatos nacionales | Campeonatos nacionales | Campeonatos nacionales | Campeonatos Continentales Juegos Continentales | Campeonatos Continentales Juegos Continentales | Campeonatos Continentales | Campeonatos Continentales |
| Pos. | Ruta "A"               | Ruta "B"               | Contrarreloj "A"       | Contrarreloj "B"       | Ruta Elite                                     | Contrarreloj Elite                             | Ruta sub-23               | Contrarreloj sub-23       |
| 1º   | 100                    | 50                     | 50                     | 25                     | 250                                            | 70                                             | 70                        | 25                        |
| 2º   | 75                     | 30                     | 30                     | 15                     | 200                                            | 55                                             | 55                        | 20                        |
| 3º   | 60                     | 20                     | 20                     | 10                     | 150                                            | 40                                             | 40                        | 15                        |
| 4º   | 50                     | 15                     | 15                     | 5                      | 125                                            | 30                                             | 30                        | 10                        |
| 5º   | 40                     | 10                     | 10                     | 3                      | 100                                            | 25                                             | 25                        | 5                         |
| 6º   | 30                     | 5                      | 5                      |                        | 85                                             | 20                                             | 20                        | 3                         |
| 7º   | 20                     | 3                      | 3                      |                        | 70                                             | 15                                             | 15                        |                           |
| 8º   | 10                     | 3                      | 3                      |                        | 60                                             | 10                                             | 10                        |                           |
| 9º   | 5                      | 1                      | 1                      |                        | 50                                             | 5                                              | 5                         |                           |
| 10º  | 3                      | 1                      | 1                      |                        | 40                                             | 3                                              | 3                         |                           |
| 11º  | 1                      |                        |                        |                        | 30                                             |                                                |                           |                           |
| 12º  | 1                      |                        |                        |                        | 25                                             |                                                |                           |                           |
| 13º  | 1                      |                        |                        |                        | 20                                             |                                                |                           |                           |
| 14º  | 1                      |                        |                        |                        | 15                                             |                                                |                           |                           |
| 15º  | 1                      |                        |                        |                        | 10                                             |                                                |                           |                           |
| 16º  |                        |                        |                        |                        | 5                                              |                                                |                           |                           |
| 17º  |                        |                        |                        |                        | 5                                              |                                                |                           |                           |
| 18º  |                        |                        |                        |                        | 5                                              |                                                |                           |                           |
| 19º  |                        |                        |                        |                        | 3                                              |                                                |                           |                           |
| 20º  |                        |                        |                        |                        | 3                                              |                                                |                           |                           |